# 平田清乃
平田 清乃（ひらた きよの、1984年7月16日 - ）は、日本のソフトテニス選手。東京都西多摩郡出身。文化女子大学附属杉並高等学校-東京女子体育大学卒業。ナガセケンコー所属。
東京女子体育大学で前人未到のインカレ団体4連覇。2008年アジア選手権女子ダブルス優勝。

## 四大国際大会戦績
- 2007世界選手権　国別対抗団体戦準優勝
- 2008アジア選手権　国別対抗団体戦準優勝　ダブルス優勝（上原絵里・平田清乃）
- 2012アジア選手権　国別対抗団体戦優勝

## 主な戦績
- 2010皇后賜杯全日本ソフトテニス選手権　第三位（上原絵里・平田清乃）
- 2004皇后賜杯全日本ソフトテニス選手権　第三位（渡邉・平田）

- 2011全日本インドアソフトテニス選手権大会　第三位（上原絵里・平田清乃）
- 2010全日本インドアソフトテニス選手権大会　第三位（上原絵里・平田清乃）
- 2009全日本インドアソフトテニス選手権大会　第三位（上原絵里・平田清乃）
- 2008全日本インドアソフトテニス選手権大会　第三位（上原絵里・平田清乃）

- 2008 東日本選手権優勝（上原絵里・平田清乃）
- 2007 東日本選手権優勝（上原絵里・平田清乃）